# Fort-Mahon-Plage Cemetery
Fort-Mahon-Plage Cemetery is een begraafplaats gelegen in de Franse plaats Fort-Mahon-Plage (Somme). De militaire graven worden onderhouden door de Commonwealth War Graves Commission.
De begraafplaats telt 1 geïdentificeerd Gemenebest graf uit de Tweede Wereldoorlog.